# Drepanogynis protactosema
Drepanogynis protactosema là một loài bướm đêm trong họ Geometridae.